# Região Geográfica Intermediária de Natal
A Região Geográfica Intermediária de Natal é uma das três regiões intermediárias do estado brasileiro do Rio Grande do Norte e uma das 134 regiões intermediárias do Brasil, criadas pelo Instituto Brasileiro de Geografia e Estatística (IBGE) em 2017. É composta por 75 municípios, distribuídos em seis regiões geográficas imediatas.
Sua população total estimada pelo Instituto Brasileiro de Geografia e Estatística (IBGE) para 1º de julho de 2018 é de 2 206 264 habitantes, distribuídos em uma área total de 18 409,175 km².
Natal é o município mais populoso da região intermediária, além de ser capital do estado, com 877 640 habitantes, de acordo com estimativas de 2018 do Instituto Brasileiro de Geografia e Estatística (IBGE).

## Regiões geográficas imediatas
| Região geográfica imediata                                         | Municípios | População Estimativa 2018 | Área (km²) |
| ------------------------------------------------------------------ | --- | ------------------------- | ---------- |
| Região Geográfica Imediata de Natal                                | Bento Fernandes Bom Jesus Brejinho Ceará-Mirim Extremoz Ielmo Marinho Jundiá Lagoa Salgada Macaíba Maxaranguape Monte Alegre Natal Nísia Floresta Parnamirim Poço Branco Pureza Rio do Fogo São Gonçalo do Amarante São José de Mipibu São Miguel do Gostoso Senador Georgino Avelino Taipu Touros Vera Cruz | 1 682 698                 | 6 305,468  |
| Região Geográfica Imediata de Santo Antônio-Passa e Fica-Nova Cruz | Boa Saúde Lagoa d'Anta Lagoa de Pedras Monte das Gameleiras Nova Cruz Passa-e-Fica Passagem Santo Antônio São José do Campestre Serra Caiada Serra de São Bento Serrinha Várzea | 144 456                   | 2 015,890  |
| Região Geográfica Imediata de Canguaretama                         | Arez Baía Formosa Canguaretama Espírito Santo Goianinha Montanhas Pedro Velho Tibau do Sul Vila Flor | 137 040                   | 1 359,067  |
| Região Geográfica Imediata de Santa Cruz                           | Campo Redondo Coronel Ezequiel Jaçanã Japi Lajes Pintadas Santa Cruz São Bento do Trairi Sítio Novo Tangará | 100 366                   | 2 158,704  |
| Região Geográfica Imediata de João Câmara                          | Caiçara do Norte Galinhos Jandaíra Jardim de Angicos João Câmara Parazinho Pedra Grande Pedra Preta Pedro Avelino São Bento do Norte | 73 646                    | 3 969,259  |
| Região Geográfica Imediata de São Paulo do Potengi                 | Barcelona Caiçara do Rio do Vento Lagoa de Velhos Riachuelo Ruy Barbosa Santa Maria São Paulo do Potengi São Pedro São Tomé Senador Elói de Souza | 68 058                    | 2 600,787  |
| Total                                                              | 75 | 2 206 264                 | 18 409,175 |